# Campioni italiani assoluti di atletica leggera indoor - Salto in alto femminile
Questa pagina raccoglie un elenco di tutte le campionesse italiane dell'atletica leggera nel salto in alto indoor, specialità introdotta ai campionati italiani assoluti di atletica leggera indoor sin dalla prima edizione del 1970 e attualmente ancora parte del programma della manifestazione.

## Albo d'oro
| Anno | Atleta (società)                                    | Prestazione |
| ---- | --------------------------------------------------- | ----------- |
| 1970 | Sara Simeoni Scala Azzurra Verona                   | 1,64 m      |
| 1971 | Sara Simeoni Scala Azzurra Verona                   | 1,68 m      |
| 1972 | Isabella Pigato Alco Rieti                          | 1,68 m      |
| 1973 | Sara Simeoni Fiat Torino                            | 1,81 m      |
| 1974 | Sara Simeoni Arena Verona                           | 1,80 m      |
| 1975 | Sara Simeoni Asci Verona                            | 1,80 m      |
| 1976 | Suzanne Sundqvist Finlandia                         | 1,87 m      |
| 1977 | Sara Simeoni Libertas Ligabò Verona                 | 1,88 m      |
| 1978 | Sara Simeoni Iveco Torino                           | 1,95 m      |
| 1979 | Alessandra Fossati PBM Bovisio Masciago             | 1,86 m      |
| 1980 | Sara Simeoni Fiat Iveco Torino                      | 1,96 m      |
| 1981 | Sara Simeoni Iveco Brescia                          | 1,91 m      |
| 1982 | Sandra Dini Fiamma Vicenza                          | 1,86 m      |
| 1983 | Alessandra Fossati Iveco Torino                     | 1,81 m      |
| 1984 | Alessandra Fossati Iveco Torino                     | 1,82 m      |
| 1985 | Sandra Dini Fiamma Vicenza                          | 1,78 m      |
| 1986 | Sara Simeoni 2.01 Rivoli                            | 1,92 m      |
| 1987 | Stefka Kostadinova Bulgaria                         | 2,00 m      |
| 1988 | Michela Tarantino Atletica Studentesca Rieti        | 1,82 m      |
| 1989 | Laura Biagi Fiat Sud Formia                         | 1,84 m      |
| 1990 | Anna Maria Bonazza Ataf Trento Pool                 | 1,82 m      |
| 1991 | Antonella Bevilacqua Fiamma Cras Taranto            | 1,89 m      |
| 1992 | Maria Costanza Moroni Sisport Fiat Snia             | 1,86 m      |
| 1993 | Antonella Bevilacqua Snam Gas Metano                | 1,95 m      |
| 1994 | Antonella Bevilacqua Snam Gas Metano                | 1,97 m      |
| 1995 | Roberta Bugarini Atletica 2000 Milano               | 1,86 m      |
| 1996 | Antonella Bevilacqua Snam                           | 1,88 m      |
| 1997 | Antonella Bevilacqua Snam                           | 1,90 m      |
| 1998 | Stefania Cadamuro Atletica Pordenonese              | 1,86 m      |
| 1999 | Daniela Galeotti SAI Assicura                       | 1,90 m      |
| 2000 | Antonella Bevilacqua Atletica Daunia Foggia         | 1,90 m      |
| 2001 | Daniela Galeotti Gruppo Sportivo Forestale          | 1,84 m      |
| 2002 | Anna Visigalli Libertas Cento Torri Pavia           | 1,84 m      |
| 2003 | Antonietta Di Martino Gruppi Sportivi Fiamme Gialle | 1,93 m      |
| 2004 | Antonella Bevilacqua Atletica ASI Veneto            | 1,93 m      |
| 2005 | Anna Visigalli Nuova Atletica Fanfulla Lodigiana    | 1,88 m      |
| 2006 | Antonietta Di Martino Gruppi Sportivi Fiamme Gialle | 1,91 m      |
| 2007 | Antonietta Di Martino Gruppi Sportivi Fiamme Gialle | 1,95 m      |
| 2008 | Raffaella Lamera Centro Sportivo Esercito           | 1,83 m      |
| 2009 | Antonietta Di Martino Gruppi Sportivi Fiamme Gialle | 1,96 m      |
| 2010 | Raffaella Lamera Centro Sportivo Esercito           | 1,90 m      |
| 2011 | Raffaella Lamera Centro Sportivo Esercito           | 1,90 m      |
| 2012 | Raffaella Lamera Centro Sportivo Esercito           | 1,89 m      |
| 2013 | Alessia Trost Gruppi Sportivi Fiamme Gialle         | 1,95 m      |
| 2014 | Elena Brambilla Gruppo Sportivo Fiamme Azzurre      | 1,84 m      |
| 2015 | Alessia Trost Gruppi Sportivi Fiamme Gialle         | 1,92 m      |
| 2016 | Alessia Trost Gruppi Sportivi Fiamme Gialle         | 1,94 m      |
| 2017 | Elena Vallortigara Centro Sportivo Carabinieri      | 1,87 m      |
| 2018 | Alessia Trost Gruppi Sportivi Fiamme Gialle         | 1,90 m      |
| 2019 | Elena Vallortigara Centro Sportivo Carabinieri      | 1,92 m      |
| 2020 | Elena Vallortigara Centro Sportivo Carabinieri      | 1,96 m      |
| 2021 | Alessia Trost Gruppi Sportivi Fiamme Gialle         | 1,92 m      |
| 2022 | Elena Vallortigara Centro Sportivo Carabinieri      | 1,92 m      |
| 2023 | Elena Vallortigara Centro Sportivo Carabinieri      | 1,90 m      |